# Christa Théret
Christa Théret (ur. 25 czerwca 1991 w Paryżu) – francuska aktorka.

## Kariera
W 2007 roku została po raz pierwszy nominowana do Nagrody Lumière dla najbardziej obiecującej młodej aktorki za rolę w filmie Julie dite Batman w filmie Z kim do łóżka? z tego samego roku. Popularność zdobyła dzięki postaci 16-letniej Loli w komedii LOL z 2008 roku, gdzie zagrała u boku Sophie Marceau. Za tę rolę została w 2010 r. po raz pierwszy nominowana do nagrody César jako najbardziej obiecująca aktorka. Po raz drugi została nominowana do tej nagrody w 2012 r. za rolę Sarah Dol w dramacie La brindille (2011). Kolejna ważna rola Théret to Déa w filmie Człowiek śmiechu na podstawie powieści Wiktora Hugo pod tym samym tytułem, u boku Gérarda Depardieu i Emmanuelle Seigner. W filmie Renoir z 2012 r. zagrała Catherine Hessling (urodzoną jako Andrée Heuschling), muzę malarza Augusta Renoir i żonę późniejszego reżysera Jeana Renoir. Na potrzeby filmu, w którym występują nagie sceny, musiała m.in. przytyć i przefarbować swoje blond włosy na rudo. W 2013 roku otrzymała nagrodę European Shooting Stars Award na Międzynarodowym Festiwalu Filmowym w Berlinie. Za rolę w filmie Renoir została w 2014 r. nominowana do Nagrody Lumière dla najbardziej obiecującej aktorki. W 2015 r. wystąpiła u boku Catherine Frot w obsypanym nagrodami dramacie Niesamowita Marguerite. W tym samym roku zagrała główną rolę Alix Baretti w filmie romantycznym La Fille du patron, za którą w 2016 roku otrzymała nagrodę Złotego Łabędzia na Cabourg Romantic Film Festival. W 2016 r. otrzymała nominację do Prix Romy Schneider.
Jest córką malarza i modelki.

## Filmografia

### Filmy fabularne
- 2005: Ostre cięcia - jako Betty Davert
- 2007: Z kim do łóżka? - jako Julie dite Batman
- 2008: LOL - jako Lola
- 2010: Dźwięk kostek lodu - jako Evguenia
- 2010: Le village des ombres - jako Emma Valeyre
- 2011: Mike - jako Sandy
- 2011: La brindille - jako Sarah Dol
- 2011: Voie rapide - jako Rachel
- 2012: Renoir - jako Andrée Heuschling
- 2012: Człowiek śmiechu - jako Déa
- 2014: Seryjny zabójca nr 1 - jako Elisabeth Ortega
- 2015: Deux - jako Solange (telewizyjny)
- 2015: Daleko na północy - jako Sasha (głos)
- 2015: Niesamowita Marguerite - jako Hazel
- 2015: La fille du patron - jako Alix Baretti
- 2017: Bracia - jako Josephine
- 2017: W kręgu przemocy - jako Marie-Lou (głos)
- 2017: Gaspard jedzie na ślub - jako Coline
- 2018: Podwójne życie - jako Laure d'Angerville
- 2018: The Fox - jako Elsa
- 2019: Noces d'Or - jako Célestine Saint-Cast (telewizyjny)[1][7]

### Filmy krótkometrażowe
- 2009: Hopital - jako Vanessa
- 2015: The Proposal - jako Camille
- 2018: Foals: Exits[1]

### Miniseriale
- 2010: Au siècle de Maupassant: Contes et nouvelles du XIXème siècle - jako Chiffon (Sezon 3., odc. 3.: Le mariage de Chiffon)
- 2015: Maximilian i Maria. Między władzą a miłością - jako Maria Burgundzka (odc. 1-3)
- 2019: Replay (odc. 2)[1]